# Céline Samie
Pour les articles homonymes, voir Samie.
Céline Samie est une actrice française née le 25 avril 1967 à Levallois-Perret, fille de Catherine Samie.

## Biographie
Ex-sociétaire de la Comédie-Française, qui a suivi les cours d’Yves Pignot et de Vera Gregh, puis intégra le Conservatoire national supérieur d'art dramatique dans les classes de Madeleine Marion, Catherine Hiegel, Pierre Vial. Elle est la fille de Catherine Samie.

## Théâtre

### Comédie-Française
- Entrée à la Comédie-Française le 19 octobre 1991
- Sociétaire le 1er janvier 2004
- 508e sociétaire
- 1992 : Le Bal masqué de Mikhail Lermontov, mise en scène Anatoli Vassiliev, Salle Richelieu
- 1993 : L'Impromptu de Versailles de Molière, mise en scène Jean-Luc Boutté, Salle Richelieu
- 1994 : L'Impromptu de Versailles de Molière, mise en scène Jean-Luc Boutté, TNP Villeurbanne, La Criée
- 1995 : Occupe-toi d'Amélie de Georges Feydeau, mise en scène Roger Planchon, Salle Richelieu
- 1995 : Phèdre de Racine, mise en scène Anne Delbée
- 1997 : La Vie parisienne de Jacques Offenbach, mise en scène Daniel Mesguich
- 1998 : Mère Courage et ses enfants de Bertolt Brecht, mise en scène Jorge Lavelli, Salle Richelieu
- 1999 : Le Mariage forcé de Molière, mise en scène Andrzej Seweryn
- 2004 : Le Grand Théâtre du monde suivi du Le Procès en séparation de l’âme et du corps de Pedro Calderón de la Barca, mise en scène Christian Schiaretti
- 2004 : Les Fables de La Fontaine, mise en scène Bob Wilson, Salle Richelieu
- 2005 : Les Bacchantes d'Euripide, mise en scène André Wilms
- 2006 : Griefs d'Ingmar Bergman, Henrik Ibsen, August Strindberg, mise en scène Anne Kessler, Studio-Théâtre de la Comédie-Française
- 2007 : Les Temps difficiles de Édouard Bourdet, mise en scène Jean-Claude Berutti, Théâtre du Vieux-Colombier
- 2008 : Jacques Copeau, Pensées, mise en scène Jean-Louis Hourdin, Théâtre du Vieux-Colombier
- 2008 : Yerma de Federico García Lorca, mise en scène Vicente Pradal, Théâtre du Vieux-Colombier
- 2008 : Bonheur ? d'Emmanuel Darley, mise en scène Andrés Lima, Théâtre du Vieux-Colombier
- 2009 : Les Joyeuses Commères de Windsor de William Shakespeare, mise en scène Andrés Lima, Salle Richelieu
- 2010 : Les Oiseaux d'Aristophane, mise en scène Alfredo Arias, Salle Richelieu
- 2010 : Andromaque de Racine, mise en scène Muriel Mayette, Salle Richelieu
- 2010 : Un fil à la patte de Georges Feydeau, mise en scène Jérôme Deschamps, Salle Richelieu
- 2011 : Les Joyeuses Commères de Windsor de William Shakespeare, mise en scène Andrés Lima, Salle Richelieu
- 2011 : Andromaque de Racine, mise en scène Muriel Mayette, Théâtre antique d'Orange, Salle Richelieu
- 2011 : L'École des femmes de Molière, mise en scène Jacques Lassalle, Salle Richelieu
- 2011 : Un fil à la patte de Georges Feydeau, mise en scène Jérôme Deschamps, Salle Richelieu, Nini
- 2014 : La Petite Fille aux allumettes de Hans Christian Andersen, mise en scène Olivier Meyrou, Studio-Théâtre, la mère
- 2016 : La Mer d'Edward Bond, mise en scène Alain Françon, Salle Richelieu, Rachel

## Filmographie sélective

### Cinéma
- 1987 : Promis…juré ! de Jacques Monnet : Yvette
- 1989 : Les Maris, les Femmes, les Amants de Pascal Thomas : Petite Pomme
- 1989 : Les Deux Fragonard de Philippe Le Guay : Une lavandière
- 1989 : Comédie d'été de Daniel Vigne : La fille
- 2001 : Trouble Every Day de Claire Denis : La Femme de la brasserie
- 2001 : Sur mes lèvres de Jacques Audiard : Josie
- 2002 : Rue des plaisirs de Patrice Leconte : Céline
- 2003 : Monsieur Ibrahim et les fleurs du Coran de François Dupeyron : Eva
- 2007 : J'veux pas que tu t'en ailles de Bernard Jeanjean : Florence
- 2008 : Voici venir l'orage... de Nina Companeez : Raia Stern
- 2011 : Gérald K. Gérald de Élisabeth Rappeneau : Roberta
- 2012 : Mauvaise fille de Patrick Mille : Infirmière 2

### Télévision
- 1989 : La Comtesse de Charny ( mini-série télévisée)
- 1994 : Julie Lescaut  - épisode « Ville haute, ville basse » (série TV) : Marilou
- 1994 : Le Paradis absolument , téléfilm de Patrick Volson : Julia
- 1994 : Maigret : Maigret et l'Écluse numéro 1 d'Olivier Schatzky : Mathilde
- 1995 : Jefferson à Paris (Jefferson in Paris), téléfilm de James Ivory : Rosina
- 1996 : Madame le Consul  - épisode « Pili, prince des rues » (série TV) : Brigitte Grangier
- 1996 : La Comète, téléfilm de Claude Santelli : La Vacbère
- 1997 : Les Précieuses ridicules de Molière, téléfilm de Georges Bensoussan : Une voisine
- 2000 : L'Avare de Molière, téléfilm de Yves-André Hubert : Mariane
- 2001 : L'École des maris de  Molière, téléfilm de Stéphane Bertin : Lisette
- 2001 : L'Aîné des Ferchaux, téléfilm de Bernard Stora : Marinette
- 2001 : Les semailles et les moissons, téléfilm de Christian François : L'ouvreuse
- 2004 : Louis Page  - épisode « La vérité à tout prix » (série TV) : Roseline Dumouchel
- 2004 : Le Grand Patron  - épisode « L'ombre de la rue » (série TV) : Françoise Lavigne
- 2005 : Joséphine, ange gardien - épisode : Trouvez-moi le prince charmant !  (série TV) : Sabine
- 2009 : Central Nuit  - épisode « En toute innocence » (série TV) : Monique Picard
- 2014 : Alex Hugo, la mort et la belle vie de Pierre Isoard : Alice Jamet
- 2017 : Capitaine Marleau, épisode La Nuit de la Lune Rousse de Josée Dayan : Emilie Guingand
- 2020 : No Man's Land (mini-série) d'Oded Ruskin : Marie Habert
- 2021 : I3P de Jérémy Minui : Stéphanie Sourroux (épisodes 1 et 2)

### Doublage
- 2022 : My Policeman : voix additionnelles
- 2023 : Chicken Run : La Menace nuggets : voix additionnelles